# Anii 1450
Secole: Secolul al XV-lea - Secolul al XVI-lea - Secolul al XVI-lea
Decenii: Anii 1400 Anii 1410 Anii 1420 Anii 1430 Anii 1440 - Anii 1450 - Anii 1460 Anii 1470 Anii 1480 Anii 1490 Anii 1500
Ani: 1450 | 1451 | 1452 | 1453 | 1454 | 1455 | 1456 | 1457 | 1458 | 1459

## Evenimente
- 1457: Ștefan cel Mare devine domnitor al Moldovei.